# Mártonffy György
Mártonffy György (Karcfalva, 1663 – Gyulafehérvár, 1721. szeptember 5.) erdélyi katolikus püspök.

## Élete
Tanulmányait a bécsi Pázmáneumban végezte. 1688. november 8-án plébános lett Vásárúton, ahonnan 1691. április 22-én Felsőszelibe, majd 1701-ben Szencre ment át. 1703. június 22-én pozsonyi kanonokká nevezték ki, 1707. november 25-én tagja lett az esztergomi káptalannak. 1708-ban Nagyszombat városa megválasztotta plébánosának. 1709. február 22-étől barsi, 1711. december 11-étől nyitrai főesperes, 1712. december 12-étől szentistváni prépost, 1713-ban erdélyi püspök lett.
Kolozsváron visszaszerezte az unitáriusoktól a Szent Mihályról elnevezett templomot, több egyházat a saját költségén megújíttatott, ugyancsak a saját költségén két kanonoki stallumot alapított. Végrendeletében különféle jótékony célokra 24 500 forintot hagyományozott.

## Munkája
- Újolag kifakadott könyhullatások forrása. Ex Jerem, 9. v. I. Avagy: az irgalmasság annyának a boldogságos Szűznek, Magyarországban, nemes kir. Nagy-Szombat városában, képe által lett csudálatos könyvezése. Mely szent képnek, az általa az Isten annyának, hogy a hívek közt terjedgyen, és nevekedgyen, tisztelete, a csudának idejét, módgyát és rendgyét kinyomtattatta 1709. esztendőben. Most azon végre magyar nyelven-is, ismét ki-bocsáttatott. Nagyszombat, 1739 (I. kiadása Zelliger szerint 1709-ben jelent meg, de eddig ismeretlen, latinul: Denuo erumpens Lacrymae. Scaturigo … uo., 1709)